# Distrito de Buada
Buada es un distrito de Nauru. Está ubicado en el sudoeste de la isla y cubre la laguna central, uno de los lugares de mayor belleza de la isla. Tiene una superficie de 2,6 km² y una población de 980 habitantes.
Es el único distrito sin salida al mar del país.

## Distrito

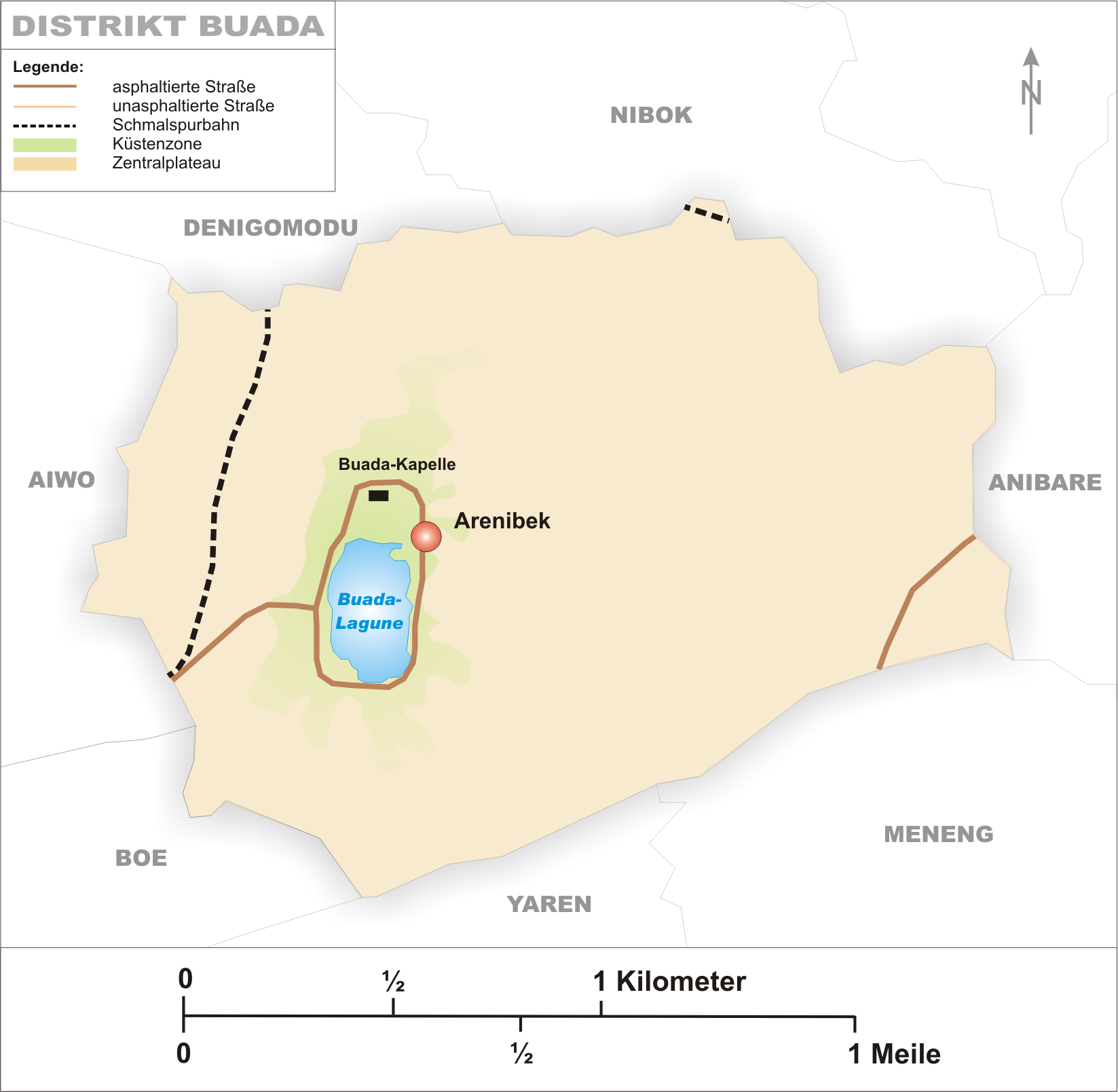
Mapa del distrito.

### Geografía
Buada se encuentra en el centro de la isla y país de Nauru. Tiene frontera terrestre con los distritosde Nibok, Anibare, Meneng, Yaren, Boe, Aiwo y Denigomodu. Este es el único distrito de Nauru que no tiene salida al océano Pacífico, pero en cambio se encuentra en una meseta en el centro de la isla. El distrito posee un lago, llamado Lago Buada, que se encuentra en una depresión.
La altitud media del distrito es de 20 metros (mínimo: -5 metros en la laguna buada, máximo: 60 metros) y su superficie es de 2,6 km²

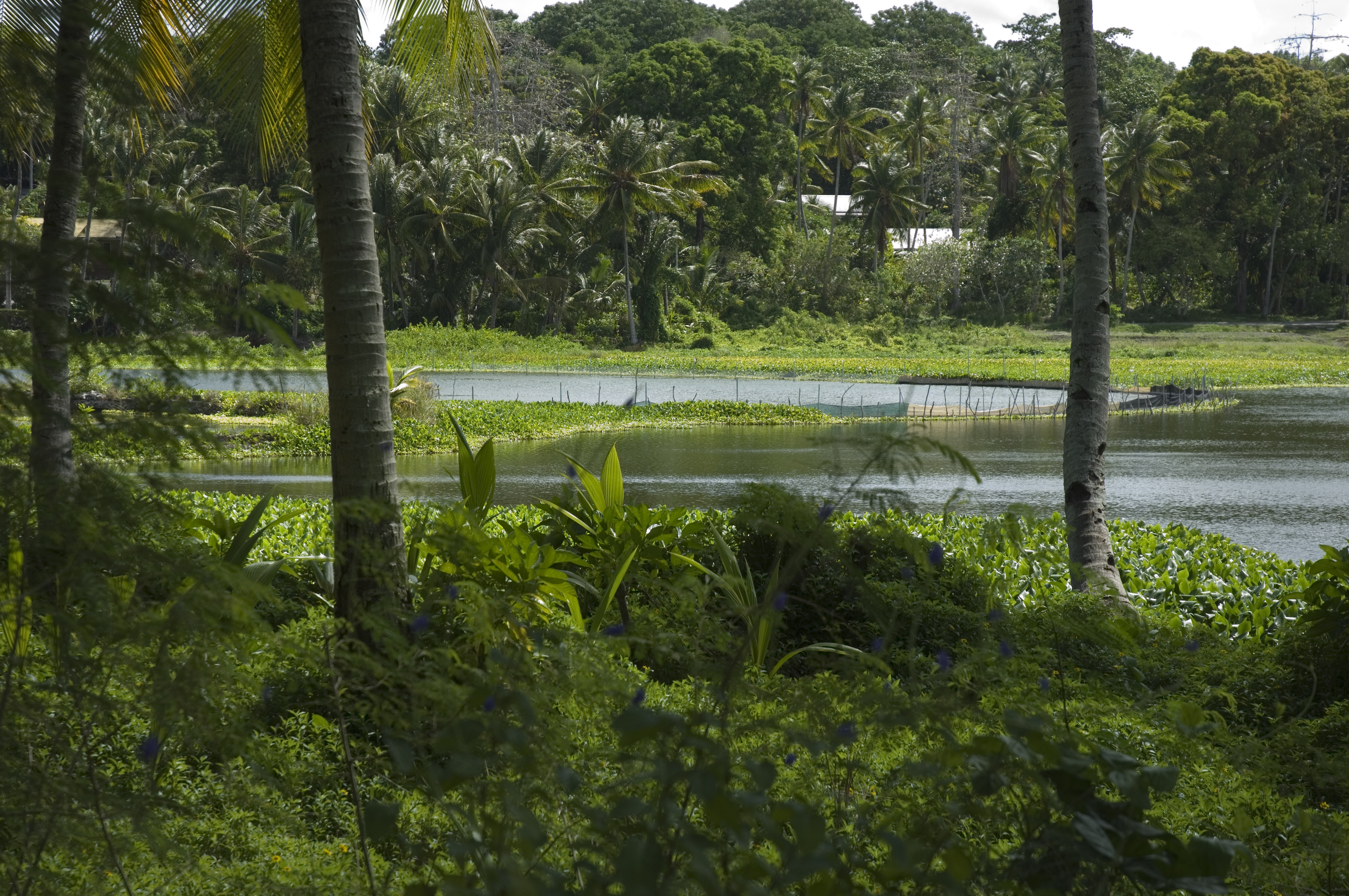
Orilla de la laguna de Buada.

### Población
Buada tiene una población de 980 habitantes con una densidad de población de 384,6 hab/km². Las viviendas están situadas alrededor de la laguna de Buada.
La zona que correspondía al distrito de Buada estaba cosntituida al principio por catorce pueblos: Abwaw, Adungidungur, Anakawidwo, Anoreo, Guacamayo, Aromwemwe, Bangabanga, Bogi, Eanuawirieria, Eateegoba, Oreb, Redeta, Ubweno y Webwebin.

## Circunscripción electoral
Para los resultados electorales en Buada para el Parlamento de Nauru véase: Elecciones parlamentarias de Nauru de 2019.